# Cyphostemma bainesii
Cyphostemma bainesii är en vinväxtart som först beskrevs av Joseph Dalton Hooker, och fick sitt nu gällande namn av Descoings. Cyphostemma bainesii ingår i släktet Cyphostemma och familjen vinväxter. Inga underarter finns listade i Catalogue of Life.

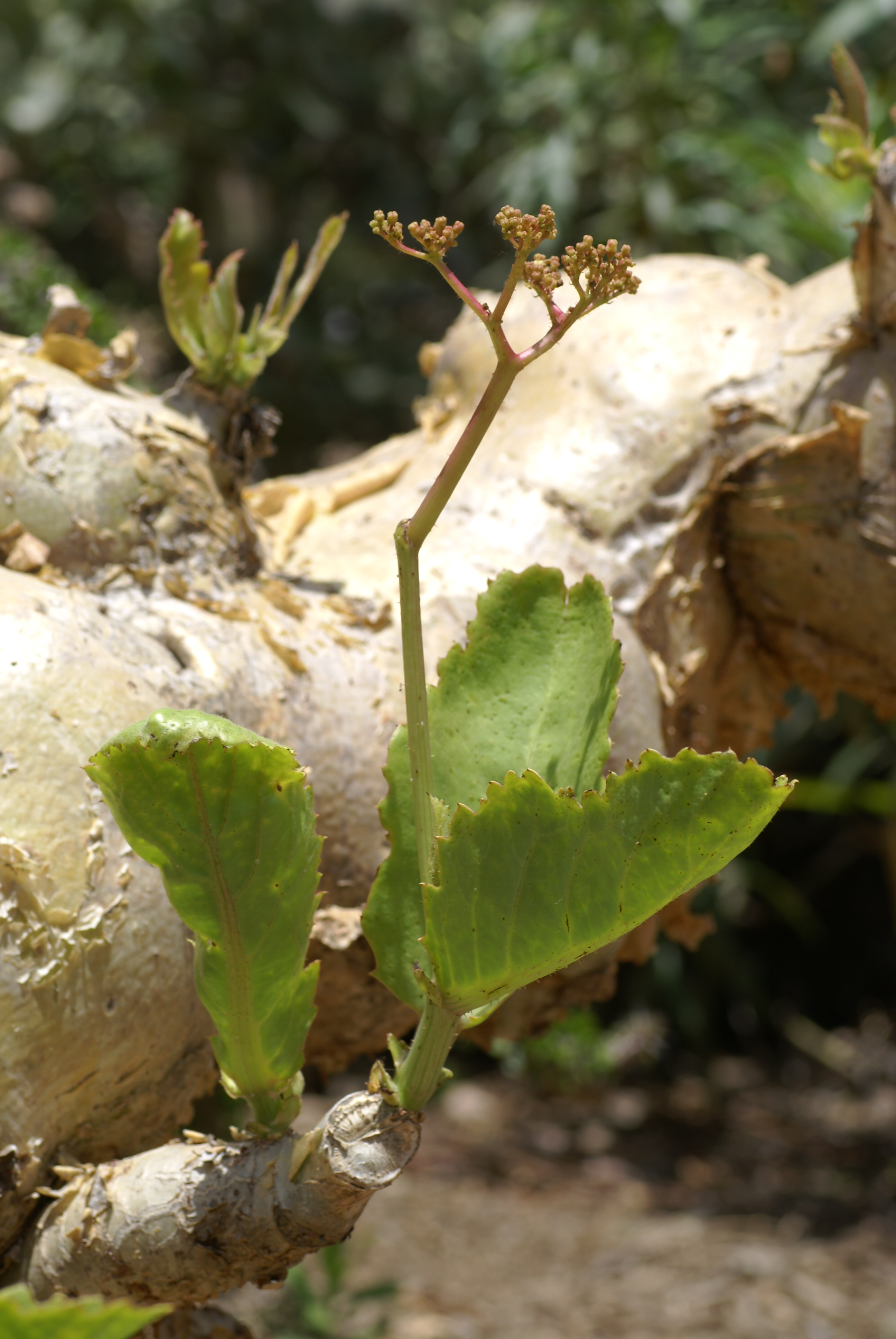